# MŠK Žilina
El Mestský Športový Klub Žilina (en español: Club Deportivo Municipal Žilina) es un club de fútbol de Eslovaquia, de la ciudad de Žilina. Fue fundado en 1908 y juega en la Niké liga. Los colores tradicionales del club son el amarillo y verde, y juegan sus partidos como local en el Štadión pod Dubňom.
Desde el comienzo la liga independiente eslovaca en 1993, el club ha ganado siete títulos y se ha situado en segundo lugar de la clasificación histórica eslovaca. El club y sus aficionados por igual se apodan Šošoni (por la tribu de los Shoshón).

## Historia
El club fue fundado a finales de 1908, con el nombre húngaro de Zsolnai Testgyakorlók Köre, Club Deportivo de Zolnai, nombre húngaro de la localidad, ya que por entonces la ciudad de Žilina formaba parte del Imperio austrohúngaro. Su primer éxito llegó en 1928 al ganar la Zvazové Majstrovstvá Slovenska, un campeonato de liga amateur disputado por los clubes eslovacos de Checoslovaquia. Un título que revalidó la siguiente temporada.
Disputó 31 temporadas en la primera división de la liga checoslovaca, siendo su mejor clasificación un tercer puesto en la temporada 1946/47.
En 1961 ganó la copa eslovaca, lo que le permitió disputar la final de la Copa de Checoslovaquia contra el campeón checo, el Dukla Praga. A pesar de perder la final, el MŠK pudo participar en la siguiente edición de la Recopa de Europa. En su debut europeo, alcanzó los cuartos de final, donde estuvo a punto de superar al AC Fiorentina (3-2 en Žilina y 2-0 en la partido de vuelta).
La temporada 1993/94 fue uno de los doce clubes fundadores de la primera división eslovaca, acabando quinto. La siguiente campaña el club terminó colista y perdió la categoría, aunque regresó a la élite un año después. En 1997 y 1999 disputó la Copa Intertoto.
La temporada 2001/02 el MSK logró su primer título de liga, bajo la dirección de Ladislav Jurkemik (que no terminó la temporada al incorporarse a la selección nacional) y gracias a los goles de Marek Mintál, máximo goleador del torneo. Con Milan Lešický en el banquillo, el club revalidó su título la temporada 2002/03, y nuevamente Mintál (traspasado al término del campeonato) fue el máximo goleador de la Corgoň Liga.
La temporada 2003/04 el MŠK tuvo un mal inicio de campeonato. Sin embargo, el regreso de Jurkemik al banquillo coincidió con una racha de trece partidos invicto en la recta final de la liga. Finalmente, en la última jornada, el MSK ganó su tercer título consecutivo gracias a un mejor gol-average con el FK Dukla Banská Bystrica.
La temporada 2006/07 el club sumó su cuarto título de liga tras dominar cómodamente el torneo, siendo derrotado sólo en dos partidos.

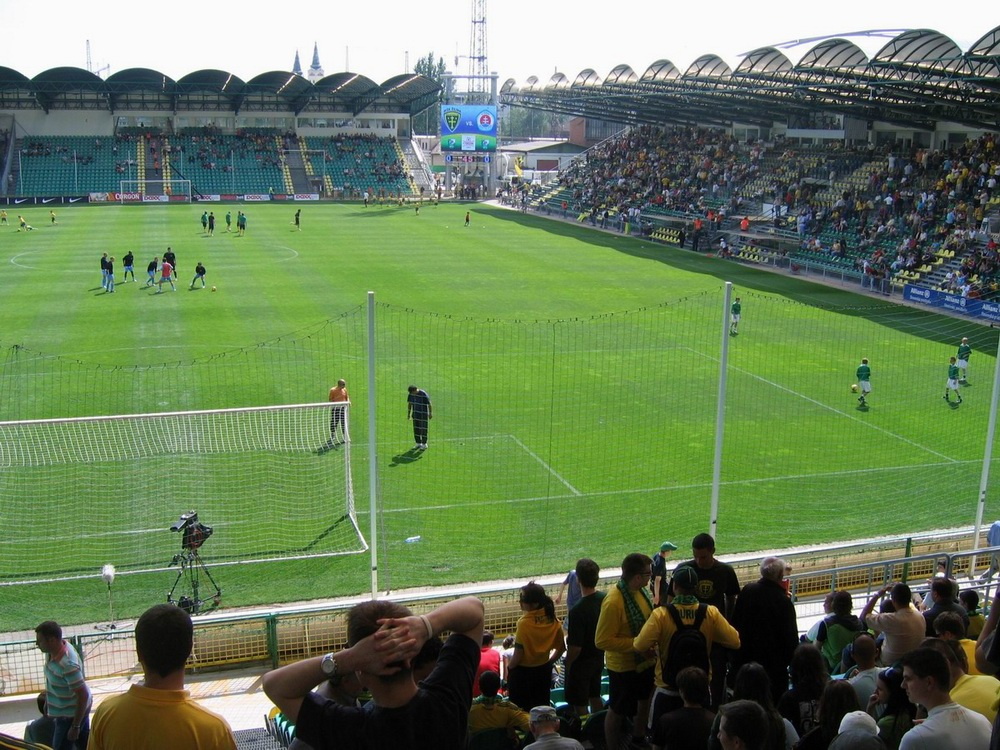
El MŠK Žilina vence al ŠK Slovan Bratislava en mayo del 2009.

En la temporada 2009/10 el club ganó el campeonato y por lo tanto su quinto título de liga, luego de la eliminatorias pasa por primera vez a la Liga de Campeones de la UEFA dejando fuera al Sparta Praga checo.
El Olympique de Marsella se presentó en el estadio del Žilina, donde ganó por 0-7, la mayor goledada a domicilio en la historia de la Liga de Campeones. La abultada victoria francesa pudo ser maquillada por un gol tardío, el del honor, del delantero Maytan, pero el travesaño impidió que los aficionados eslovacos festejaran el tanto.

## Cambios de nombre
- 1909 - Fundado como Zsolnai Testgyakorlók Köre (ZsTK)
- 1910 - Zsolnai Sport Egyesület
- 1919 - SK Žilina
- 1948 - Sokol Slovena Žilina
- 1953 - Jiskra Slovena Žilina
- 1956 - DSO Dynamo Žilina
- 1963 - Jednota Žilina
- 1967 - TJ ZVL Žilina
- 1990 - ŠK Žilina
- 1995 - MŠK Žilina

## Palmarés

### Torneos nacionales
- Liga de Eslovaquia (7): 2002, 2003, 2004, 2007, 2010, 2012, 2017.
- Copa de Eslovaquia (1): 2012.
- Supercopa de Eslovaquia (4): 2003, 2004, 2007, 2010.

## Participación en competiciones de la UEFA
| Temporada | Torneo                       | Ronda            | Club                   | Casa | Visita       | Global      |
| --------- | ---------------------------- | ---------------- | ---------------------- | ---- | ------------ | ----------- |
| 1961–62   | Recopa de Europa de fútbol   | 1                | Olympiacos             | 1–0  | 3–2          | 4–2         |
| 1961–62   | Recopa de Europa de fútbol   | 1/4              | ACF Fiorentina         | 3–2  | 0–2          | 3–4         |
| 1967      | Copa Intertoto               | Grupo B8         | Fortuna Düsseldorf     | 0–2  | 0–1          |             |
| 1967      | Copa Intertoto               | Grupo B8         | LASK Linz              | 0–0  | 1–1          |             |
| 1967      | Copa Intertoto               | Grupo B8         | Vejle BK               | 1–1  | 1–2          |             |
| 1969      | Copa Intertoto               | Grupo 4          | Örebro SK              | 4–1  | 0–3          |             |
| 1969      | Copa Intertoto               | Grupo 4          | NEC                    | 2–1  | 1–1          |             |
| 1969      | Copa Intertoto               | Grupo 4          | AC Bellinzona          | 3–0  | 2–1          |             |
| 1970      | Copa Intertoto               | Grupo A4         | MVV                    | 3–3  | 3–4          |             |
| 1970      | Copa Intertoto               | Grupo A4         | Örebro SK              | 4–0  | 0–1          |             |
| 1970      | Copa Intertoto               | Grupo A4         | KSV Waregem            | 3–1  | 3–0          |             |
| 1972      | Copa Intertoto               | Grupo 6          | Eintracht Braunschweig | 1–1  | 0–5          |             |
| 1972      | Copa Intertoto               | Grupo 6          | Landskrona BoIS        | 1–0  | 2–2          |             |
| 1972      | Copa Intertoto               | Grupo 6          | Vejle BK               | 3–1  | 4–2          |             |
| 1974      | Copa Mitropa                 | Grupo B          | FK Sarajevo            | 4–0  | 3–3          |             |
| 1974      | Copa Mitropa                 | Grupo B          | Videoton               | 5–1  | 1–3          |             |
| 1974      | Copa Mitropa                 | Final            | Tatabányai Bányász     | 2–3  | 0–2          | 2–5         |
| 1983      | Copa Mitropa                 | Grupos           | Hellas Verona          | 4–0  | 1–1          |             |
| 1983      | Copa Mitropa                 | Grupos           | Vasas SC               | 3–1  | 0–2          |             |
| 1983      | Copa Mitropa                 | Grupos           | Galenika Zemun         | 2–0  | 0–2          |             |
| 1997      | Copa Intertoto               | Grupo 9          | FK Austria Viena       | 3–1  | –            | 4º Lugar    |
| 1997      | Copa Intertoto               | Grupo 9          | Rapid Bucarest         | –    | 0–2          | 4º Lugar    |
| 1997      | Copa Intertoto               | Grupo 9          | Olympique de Lyon      | 0–5  | –            | 4º Lugar    |
| 1997      | Copa Intertoto               | Grupo 9          | Odra Wodzisław         | –    | 0–0          | 4º Lugar    |
| 1999      | Copa Intertoto               | 1                | Herfølge Boldklub      | 2–0  | 2–0          | 4–0         |
| 1999      | Copa Intertoto               | 2                | FC Metz                | 2–1  | 0–3          | 2–4         |
| 2002–03   | Liga de Campeones de la UEFA | 2                | FC Basel               | 1–1  | 0–3          | 1–4         |
| 2003–04   | Liga de Campeones de la UEFA | 2                | Maccabi Tel Aviv       | 1–0  | 1–1          | 2–1         |
| 2003–04   | Liga de Campeones de la UEFA | 3                | Chelsea                | 0–2  | 0–3          | 0–5         |
| 2003–04   | Copa UEFA                    | 1                | FC Utrecht             | 0–4  | 0–2          | 0–6         |
| 2004–05   | Liga de Campeones de la UEFA | 2                | Dinamo Bucarest        | 0–1  | 0–1          | 0–2         |
| 2005–06   | Copa UEFA                    | 1                | FK Baku                | 3–1  | 0–1          | 3–2         |
| 2005–06   | Copa UEFA                    | 2                | FK Austria Viena       | 1–2  | 2–2          | 3–4         |
| 2007–08   | Liga de Campeones de la UEFA | 1                | F91 Dudelange          | 5–4  | 2–1          | 7–5         |
| 2007–08   | Liga de Campeones de la UEFA | 2                | Slavia Praga           | 0–0  | 0–0          | 0–0 (3–4 p) |
| 2008–09   | Copa UEFA                    | 1                | FC MTZ-RIPO            | 1–0  | 2–2          | 3–2         |
| 2008–09   | Copa UEFA                    | 2                | Slovan Liberec         | 2–1  | 2–1          | 4–2         |
| 2008–09   | Copa UEFA                    | 3                | Levski                 | 1–1  | 1–0          | 2–1         |
| 2008–09   | Copa UEFA                    | Grupo F          | Hamburgo S.V.          | 1–2  | –            | 4º Lugar    |
| 2008–09   | Copa UEFA                    | Grupo F          | Ajax                   | –    | 0–1          | 4º Lugar    |
| 2008–09   | Copa UEFA                    | Grupo F          | Slavia Praga           | 0–0  | –            | 4º Lugar    |
| 2008–09   | Copa UEFA                    | Grupo F          | Aston Villa            | –    | 2–1          | 4º Lugar    |
| 2009–10   | Liga Europa de la UEFA       | 2                | Dacia Chişinău         | 2–0  | 1–0          | 3–0         |
| 2009–10   | Liga Europa de la UEFA       | 3                | Hajduk Split           | 1–1  | 1–0          | 2–1         |
| 2009–10   | Liga Europa de la UEFA       | Play-off         | Partizán               | 0–2  | 1–1          | 1–3         |
| 2010–11   | Liga de Campeones de la UEFA | 2                | Birkirkara             | 3–0  | 0–1          | 3–1         |
| 2010–11   | Liga de Campeones de la UEFA | 3                | Litex Lovech           | 3–1  | 1–1          | 4–2         |
| 2010–11   | Liga de Campeones de la UEFA | Play-off         | Sparta Praga           | 1–0  | 2–0          | 3–0         |
| 2010–11   | Liga de Campeones de la UEFA | Grupo F          | Chelsea                | 1–4  | 1–2          | 4º Lugar    |
| 2010–11   | Liga de Campeones de la UEFA | Grupo F          | Olympique de Marsella  | 0–7  | 0–1          | 4º Lugar    |
| 2010–11   | Liga de Campeones de la UEFA | Grupo F          | Spartak Moscú          | 1–2  | 0–3          | 4º Lugar    |
| 2011–12   | Liga Europa de la UEFA       | 2.               | KR                     | 2–0  | 0–3          | 2–3         |
| 2012–13   | Liga de Campeones de la UEFA | 2                | Ironi Kiryat Shmona    | 1–0  | 0–2          | 1–2         |
| 2013–14   | Liga Europa de la UEFA       | Clasificatoria 1 | FC Torpedo Kutaisi     | 3–3  | 3–0          | 6–3         |
| 2013–14   | Liga Europa de la UEFA       | Clasificatoria 2 | Olimpija Ljubljana     | 2–0  | 1–3          | 3–3 (a)     |
| 2013–14   | Liga Europa de la UEFA       | Clasificatoria 3 | HNK Rijeka             | 1–1  | 1–2          | 2–3         |
| 2015–16   | Liga Europa de la UEFA       | Clasificatoria 1 | Glentoran              | 3–0  | 4–1          | 7–1         |
| 2015–16   | Liga Europa de la UEFA       | Clasificatoria 2 | Dacia                  | 4–2  | 2–1          | 6–3         |
| 2015–16   | Liga Europa de la UEFA       | Clasificatoria 3 | Vorskla Poltava        | 2–0  | 1–3 (a.e.t.) | 3–3 (a.)    |
| 2015–16   | Liga Europa de la UEFA       | Play-off         | Athletic Club          | 3–2  | 0–1          | 3–3 (a.)    |
| 2017-18   | UEFA Champions League        | Clasificatoria 2 | FC Copenhague          | 1-3  | 2-1          | 3-4         |
| 2020-21   | Liga Europa de la UEFA       | Clasificatoria 1 | The New Saints         | –    | 1–3          | 1–3 (t. s.) |
| 2021-22   | Europa Conference League     | Clasificatoria 1 | Dila Gori              | 5–1  | 1–2          | 6–3         |
| 2021-22   | Europa Conference League     | Clasificatoria 2 | Apollon Limassol       | 2–2  | 3–1          | 5–3         |
| 2021-22   | Europa Conference League     | Clasificatoria 3 | Tobol                  | 5–0  | 1–0          | 6–0         |
| 2021-22   | Europa Conference League     | Play-off         | Jablonec               | 0–3  | 1–5          | 1–8         |
| 2023–24   | UEFA Conference League       | 1                | FCI Levadia Tallinn    | 2-1  | 2–1          | 4-2         |
| 2023–24   | UEFA Conference League       | 2                | KAA Gent               | 2-5  | 1-5          | 3–10        |
| 2025–26   | UEFA Conference League       | 2                | Raków Częstochowa      | 1-3  | 0-3          | 1-6         |

## Clubes afiliados
- MFK Tatran Liptovský Mikuláš (2012–presente)[1]
- MŠK Námestovo (2013–presente)[2]
- FC Baník Horná Nitra (2013–presente)[2]
- JUPIE Futbalová škola Mareka Hamšíka (2016–presente)[3]
- MŠK Žilina Africa FC (2018–presente)[4]